# Niels Wodskou
Niels Wodskou (født Christensen 15. maj 1945) er en lærer og tidligere fodboldmålmand, der spillede for Vejle Boldklub.

## Karriere
Niels Wodskou fik debut for Vejle Boldklub den 22. juli 1965 i en kamp mod Vejen, som VB vandt 7-3. Han spillede sin afskedskamp for VB den 12. juli 1982 i et 1-1 opgør mod norske Viking Stavanger.
Den værdsatte målmand opnåede 388 kampe for Vejle Boldklubs bedste mandskab, hvilket gør ham til spilleren med 4. flest kampe på VB's rangliste. Endvidere opnåede Wodskou også at score et mål for VB på trods af hans status som målmand.
I tiden som sidste skanse for VB's udvalgte vandt Niels Wodskou to pokaltitler og to mesterskaber.